# Chuanqi
Chuanqi (dosł. ’przekazanie niezwykłości’) – chińskie nowele z epoki dynastii Tang (618–907).
Literatura narracyjna rozwijała się w Chinach już wcześniej, jednak dopiero gatunek chuanqi w epoce Tang miał w pełni rozwiniętą strukturę fabularną i kunsztowny język. Teksty tego rodzaju ukazywały się pojedynczo lub w niewielkich zbiorach. Początkowo traktowane były jako rodzaj niższej literatury, jednak z czasem zdobyły dużą popularność.
Wśród chuanqi wyróżnić można pięć kręgów tematycznych:
1. Opowieści biograficzne, przedstawiające zdarzenia z życia sławnych postaci, nieobecne w oficjalnych kronikach (np. losy cesarza Xuanzong i jego konkubiny Yang Guifei).
2. Opowieści przygodowe o rycerzach i rozbójnikach, ratujących pokrzywdzonych i wymierzających karę złoczyńcom.
3. Romanse opisujące losy studentów przybywających do stolicy na egzaminy oraz kurtyzan, związanych na czas młodości z miejscem pracy. Utwory takie zyskały dużą popularność i przerabiane były na inne gatunki literackie. Do najsłynniejszy należy romans Huizhenji (Spotkanie z boginką), znany też jako Yingying zhuan (Historia pięknej Yingying), autorstwa Huan Zhena.
4. Utwory sądownicze. Ta grupa była mniej liczna, stanowiła jednak zalążek późniejszych chińskich utworów kryminalnych.
5. Fantastyka. W utworach tych istoty fantastycznej nie pojawiały się zbyt często, raczej w formie snu. Czołowym utworem tego rodzaju jest Nankeji (Opowieść o pniu południowego drzewa), autorstwa Li Gongzuo.